# Enfant Terriple
Enfant Terriple is een Belgisch bier.
Het bier wordt gebrouwen door Brouwerij De Leite te Ruddervoorde.
Het etiket van het bier is van de hand kunstenaar Robin Vermeersch.
Enfant Terriple is een blonde tripel met een alcoholpercentage van 8,2%. Het bier werd gelanceerd in 2010.